# Spuštiak
Spuštiak (też: sedlo Spuštiak; 1095 m) – przełęcz w masywie Wielkiego Chocza w Górach Choczańskich w Karpatach Zachodnich, na Słowacji. W niektórych wydawnictwach polskich pojawia się pod nazwą Przełęcz za Przednim Choczem.
Przełęcz oddziela wyższy, wschodni wierzchołek Przedniego Chocza (Predný Choč, 1249 m) od szczytu Kopa (Kopa, 1217 m). W kierunku wschodnim zbocza spod przełęczy opadają do doliny potoku Turík, zaś w kierunku zachodnim ku dolinie potoku Biely breh, będącego dopływem Likawki. Niewielka polanka na siodle przełęczy zarosła już lasem, a rejon przełęczy należy do ścisłego rezerwatu przyrody Choč.

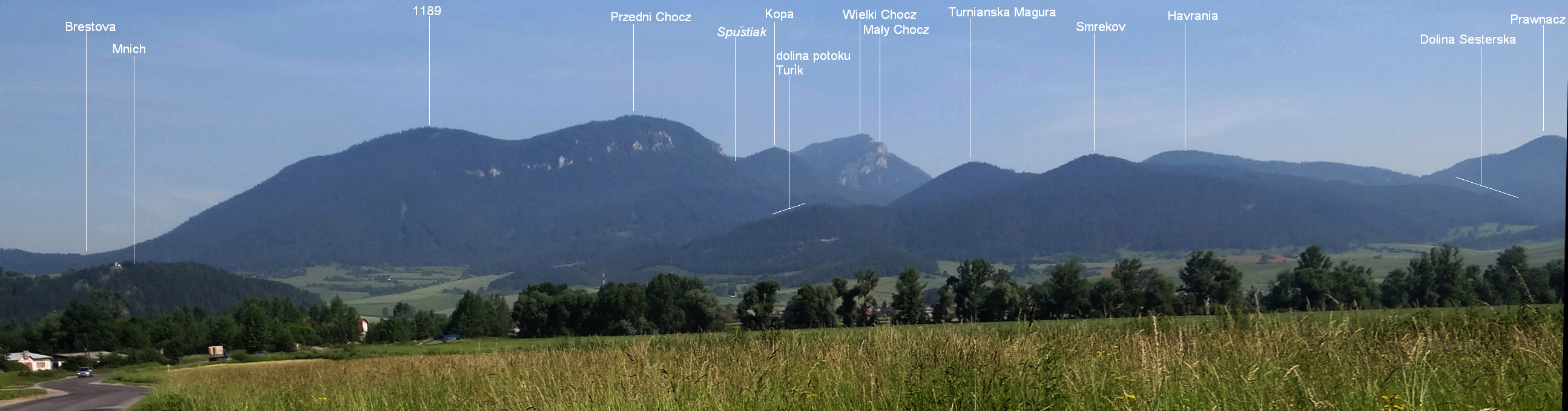
Widok na przełęcz Spuštiak od południowej strony

## Szlaki turystyczne
Likavka – Przedni Chocz –  Spuštiak
 Likavka – rozdroże Pod Smrekovom – Spuštiak – Pośrednia Polana
 Lisková – rozdroże Pod Smrekovom (skrzyżowanie ze szlakiem niebieskim)